# بوم‌شناسی جمعیت

جمعیت نمی‌تواند به طور نامحدود رشد کند. بوم‌شناسی جمعیت, شامل بررسی عواملی می‌باشد که گسترش و زنده ماندن (بقا) جمعیت را تحت تاثیر قرار می‌دهد. انقراض جمعی نمونه‌هایی از عواملی است که به‌صورت بنیانی، اندازه جمعیت و بقای آن را کاهش می‌دهد. بقای جمعیت برای حفظ سطح بالایی از تنوع زیستی بر روی زمین، بسیار مهم است.

بوم‌شناسی جمعیت (به انگلیسی: Population ecology) یکی از زیرشاخه‌های بوم‌شناسی می‌باشد که به پویایی گونه‌های جمعیت و این که چگونه این جمعیت‌ها با محیط‌زیست ارتباط برقرار می‌کنند، می‌پرداز‌د. بوم‌شناسی جمعیتی دانشی است که به بررسی تغییر جمعیت نسبت به زمان و مکان  می‌پردازد. 